# Haishang Chuanqi
Haishang Chuanqi (xinès simplificat: 海上传奇, pinyin: Hǎishàng Chuánqí, literalment 'Llegenda Marina') comercialitzat internacionalment com I Wish I Knew és una pel·lícula documental xinesa de 2010 dirigida per Jia Zhangke. Es va projectar com a part de la secció Un Certain Regard del 63è Festival Internacional de Cinema de Canes.

## Sinopsi
La pel·lícula compta amb una sèrie de persones (unes 18,inclosos els directors de cinema Hou Hsiao-hsien i Wong Kar-wai) que parlen de les seves experiències vitals a Xangai i de la història del cinema de la Xina.